# Auguste Bourotte

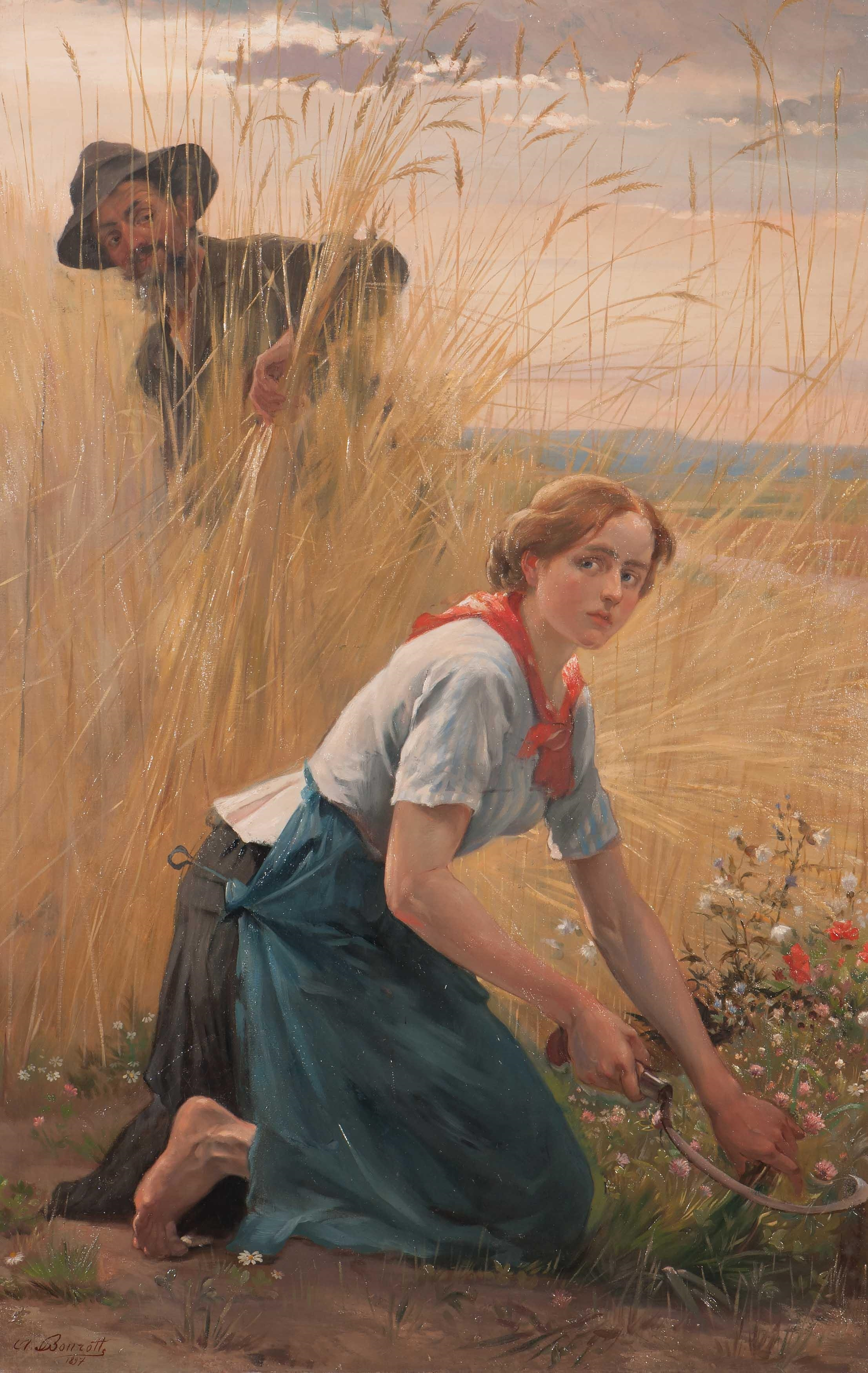
Der Landstreicher

Auguste Bourotte (* 25. September 1853 in Brüssel; † 1943 in Watermael-Boitsfort/Watermaal-Bosvoorde) war ein belgischer Genremaler, Lithograf und Illustrator.
Neben den Genrebildern malte er auch mythologische Szenen, Figuren und Porträts.
Er nahm 1880 an der Historischen Ausstellung belgischer Kunst in Brüssel teil. Er erhielt 1917 den ersten Preis der Académie royale des Beaux-Arts de Bruxelles. Bourotte unternahm mehrere Studienreisen nach Italien.